# Charlotta Nylund
Anna Marianne Charlotta Nylund, född 10 maj 1967 i Barne-Åsaka församling, i Essunga, är en svensk bildkonstnär, scenograf och kostymtecknare.

## Biografi
Nylund utbildade sig på konstskola på 1990-talet och hade planer på att ägna sig åt bildkonst. Hennes dåvarande svåger gick på scenskola och Nylund började hjälpa till med affischer och sedan scenografi och kostym.
Hon har varit verksam på bland annat Dramaten, Backa teater, Göteborgs stadsteater, Stockholms stadsteater och Riksteatern, och har även arbetat vid teatrar i Bergen och Tromsö.

## Teater

### Scenografi och kostym (ej komplett)
| År   | Produktion                                                                   | Upphovsmän                                                           | Regi                         | Teater                    | Noter                 |
| ---- | ---------------------------------------------------------------------------- | -------------------------------------------------------------------- | ---------------------------- | ------------------------- | --------------------- |
| 2000 | Löparen                                                                      | Mattias Andersson                                                    | Mattias Andersson            | Stockholms stadsteater    | Scenografi            |
| 2001 | Den svagare                                                                  | Mattias Andersson                                                    | Mattias Andersson            | Backa teater              | Scenografi och kostym |
| 2004 | Utanför mitt fönster                                                         | Mattias Andersson                                                    | Birgitta Englin              | Dramaten                  | Scenografi och kostym |
| 2004 | Sex, droger och våld                                                         | Mattias Andersson                                                    | Mattias Andersson            | Stockholms stadsteater    | Scenografi och kostym |
| 2006 | Bort från Stockport Port                                                     | Simon Stephens Översättning Klas Östergren                           | Olof Lindqvist               | Göteborgs stadsteater     | Scenografi och kostym |
| 2011 | Astronauten som inte fick landa                                              | Bea Uusma Schyffert                                                  | Lars Melin                   | Backa teater              | Scenografi och kostym |
| 2015 | Variation                                                                    | Kristian Hallberg                                                    | Frida Röhl                   | Folkteatern, Göteborg     | Scenografi och kostym |
| 2015 | Möjligtvis har det inträffat en incident There has possibly been an incident | Chris Thorpe                                                         | Fredrik Lusth Magnus Lindman | Folkteatern, Göteborg     | Scenografi            |
| 2015 | Not Based on a True Story                                                    |                                                                      | Frida Röhl                   | Folkteatern, Göteborg     | Scenografi och kostym |
| 2015 | Revisorn? Ревизор, Revizor                                                   | Nikolaj Gogol Bearbetning Magnus Lindman                             | Frida Röhl                   | Folkteatern, Göteborg     | Scenografi och kostym |
| 2016 | Minnesstund                                                                  | Alejandro Leiva Wenger                                               | Frida Röhl                   | Kulturhuset Stadsteatern  | Kostym                |
| 2016 | Folkbokförarna                                                               | Alejandro Leiva Wenger                                               | Frida Röhl                   | Folkteatern, Göteborg     | Kostym                |
| 2016 | Fursten Il Principe                                                          | Niccolò Machiavelli Bearbetning Emma Broström                        | Anna Sjövall                 | Backa teater              | Scenografi och kostym |
| 2017 | Dumma jävla mås Stupid Fucking Bird                                          | Aaron Posner Översättning Bengt Ohlsson                              | Frida Röhl                   | Kulturhuset Stadsteatern  | Scenografi och kostym |
| 2017 | Alexandras Odyssé                                                            | Alexandra Pascalidou Bearbetning Sisela Lindblom                     | Anna Ulén                    | Göteborgs stadsteater     | Scenografi och kostym |
| 2017 | Den goda människan i Sezuan Der gute Mensch von Sezuan                       | Bertolt Brecht Översättning Magnus Lindman                           | Frida Röhl                   | Folkteatern, Göteborg     | Scenografi och kostym |
| 2018 | Bang                                                                         | Magnus Lindman                                                       | Frida Röhl                   | Kulturhuset Stadsteatern  | Scenografi och kostym |
| 2018 | The Laramie Project                                                          | Moisés Kaufman Översättning Joakim Sten                              | Carolina Frände              | Kulturhuset Stadsteatern  | Scenografi            |
| 2018 | Dogville                                                                     | Christian Lollike Efter Lars von Trier                               | Frida Röhl                   | Folkteatern, Göteborg     | Scenografi och kostym |
| 2018 | En vintersaga The Winter's Tale                                              | William Shakespeare Översättning Magnus Lindman                      | Dennis Sandin                | Folkteatern, Göteborg     | Scenografi och kostym |
| 2019 | Sherlock Holmes - Det vita hjärtat                                           | Joakim Sten                                                          | Carolina Frände              | Kulturhuset Stadsteatern  | Scenografi och kostym |
| 2019 | Madame Bovary                                                                | Magnus Lindman Efter Gustave Flaubert                                | Frida Röhl                   | Folkteatern, Göteborg     | Scenografi och kostym |
| 2020 | Gustav Vasa av August Strindberg                                             | Joakim Sten                                                          | Carolina Frände              | Strindbergs Intima Teater | Scenografi och kostym |
| 2020 | Pappas födelsedag                                                            | Alejandro Leiva Wenger                                               | Frida Röhl                   | Kulturhuset Stadsteatern  | Scenografi och kostym |
| 2021 | Arvet                                                                        | Alejandro Leiva Wenger                                               | Frida Röhl                   | Folkteatern Gävleborg     | Scenografi och kostym |
| 2022 | Lehmantrilogin Qualcosa sui Lehman                                           | Stefano Massini Översättning Johanna Hedenberg                       | Carolina Frände              | Kulturhuset Stadsteatern  | Scenografi och kostym |
| 2022 | Galileis liv Leben des Galilei                                               | Bertolt Brecht och Margarete Steffin Översättning Ulrika Wallenström | Carolina Frände              | Dramaten                  | Kostym                |
| 2023 | Pappas födelsedag                                                            | Alejandro Leiva Wenger                                               | Frida Röhl                   | Dramaten                  | Scenografi och kostym |